# لين كينغ
لين كينغ (بالإنجليزية: Len King)‏ هو محامي وقاضي وسياسي أسترالي، ولد في 1 مايو 1925 في أستراليا، وتوفي في 23 يونيو 2011. حزبياً، نشط في حزب العمال الأسترالي (فرع جنوب أستراليا) ‏.

## مناصب
- انتخب Minister of Prices and Consumer Affairs ‏ (8 نوفمبر 1973 – 20 يونيو 1975).
- انتخب Minister of Community Welfare ‏ (1 يوليو 1972 – 20 يونيو 1975).
- انتخب Minister of Social Welfare ‏ (2 يونيو 1970 – 1 يوليو 1972).
- انتخب وزير شؤون السكان الأصليين (2 يونيو 1970 – 1 يوليو 1972).
- انتخب Chief Justice of South Australia ‏ (30 أكتوبر 1978 – 28 أبريل 1995).
- انتخب Attorney-General of South Australia [الإنجليزية]‏ (2 يونيو 1970 – 20 يونيو 1975).
- انتخب Justice of the South Australian Supreme Court ‏ (20 يونيو 1975 – 30 أكتوبر 1978).
- انتخب عضو مجلس النواب جنوب أستراليا من الجمعية عن دائرة Electoral district of Coles [الإنجليزية]‏ وقد انضم خلال فترته النيابية (30 مايو 1970 – 20 يونيو 1975)  للكتلة البرلمانية حزب العمال الأسترالي (فرع جنوب أستراليا) [الإنجليزية]‏.